# Yoann Cabioc'h
Yoann Cabioc'h, né le 1er décembre 1988 à Rennes, est un entraîneur professionnel français de basket-ball.
Il est actuellement entraîneur de LDLC ASVEL féminin (LFB). Il est le premier Français à avoir été membre d'une équipe d'entraîneur (adjoint) en WNBA et champion WNBA en 2021,,.
Après être monté de Ligue Régionale à Ligue féminine de basket, il gagne les titres de champion de France et de l'Eurocup Women lors de sa première saison avec le LDLC ASVEL féminin en 2023.

## Biographie

### Parcours français
Issu d'une famille de basketteurs en Bretagne, il débute le basket à Pleumeleuc-Bédée (Ille-et-Vilaine) et joue en Nationale 3.
Il commence sa carrière d'entraîneur à 19 ans avec des Cadets à Pacé (35).
En 2009, il prend en charge l'équipe seniors filles de Pacé alors en Ligue Régionale. Il monte jusqu'en Nationale 3 et gagne la Coupe de Bretagne.
Il quitte Pacé et signe à Trégueux (Côtes d'Armor) en Nationale 2 féminine en 2014. Lors de sa première saison, il se qualifie en playoffs. La saison suivante, il se qualifie de nouveau en playoffs et monte en Nationale 1 en devenant Vice-Champion de France de Nationale 2. Il quitte Trégueux en fin de saison.
Il signe dans la foulée au Poinçonnet Basket (Indre) en 2016 en Nationale 2 féminine. Lors de sa première saison, il se qualifie en playoffs et monte de nouveau en Nationale 1, en étant également Vice-Champion de France de Nationale 2. Il reste 2 saisons supplémentaires au Poinçonnet Basket en maintenant l'équipe en Nationale 1 féminine.

En 2019, il signe à La Glacerie (Manche). La saison s'arrête en mars 2020 à cause du COVID. Au moment de l'arrêt, il est en tête du championnat et déjà qualifié en playoffs.

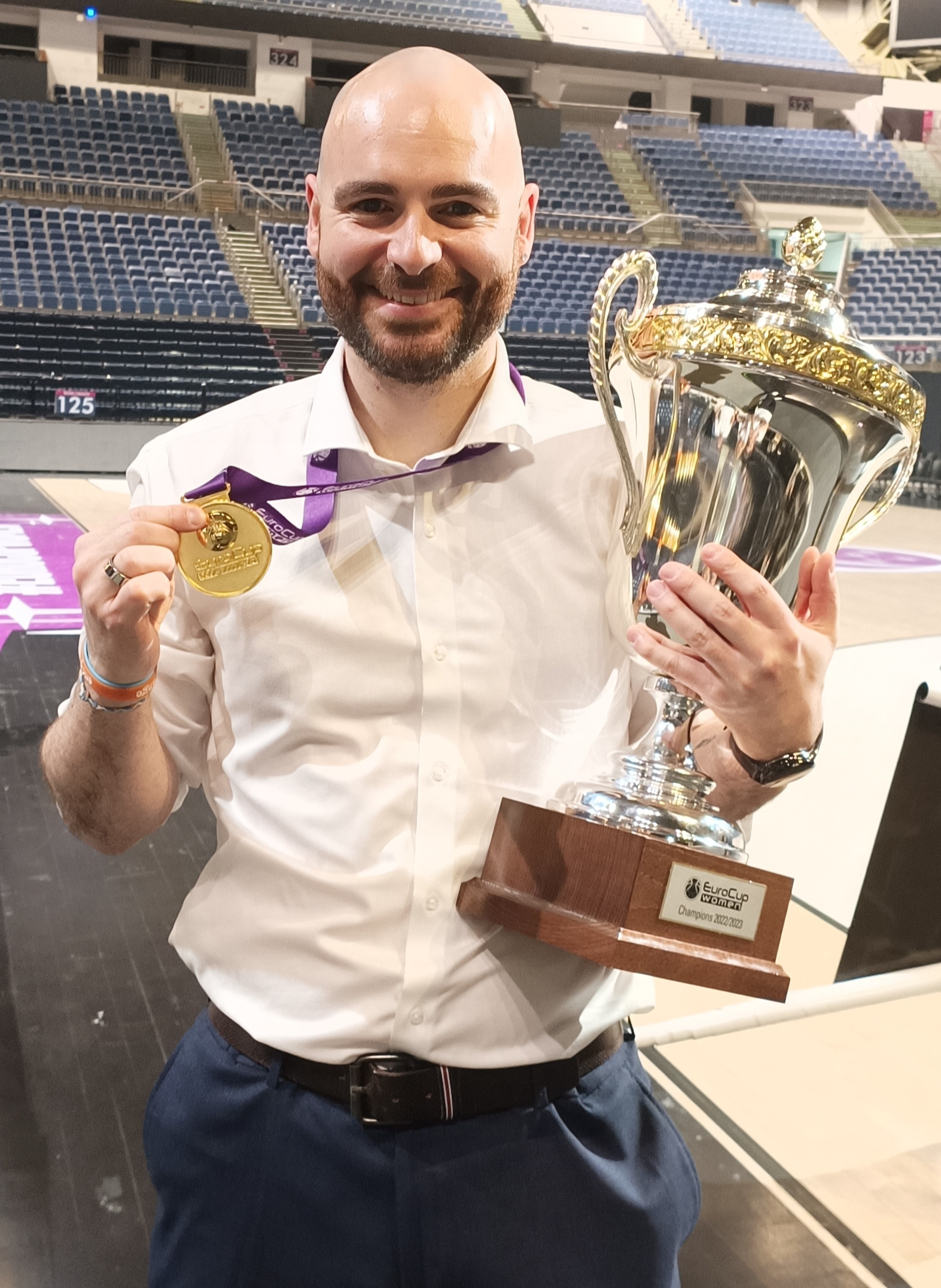

La saison 2020-2021 ne dure qu'un mois à cause de la pandémie de Covid-19.
En juin 2021, le club est promu en Ligue 2 féminine. Il redescend à l'issue d'une saison catastrophique, marquée par 20 défaites en 22 matches. L'équipe manchoise s'est malgré tout qualifiée en 8ème de finale de la Coupe de France, perdant face à Villeneuve d'Ascq (LFB).
Il quitte alors La Glacerie pour rejoindre l'ASVEL féminin en Ligue féminine de basket en 2022,. Il signe en tant qu'entraîneur adjoint pour la première fois de sa carrière française, auprès de Pierre Vincent. Ce dernier est limogé en juillet 2022, il travaille alors avec David Gautier. Il gagne l'Eurocup Women en avril 2023 face à Galatasaray (Turquie), puis devient Champion de France de LFB en mai 2023 face à Villeneuve d'Ascq.

### Parcours américain
En 2015, il passe une semaine au sein des Silverstars de San Antonio en WNBA, où officie James Wade en tant qu'entraîneur adjoint. Il effectue également une semaine en immersion auprès des Mystics de Washington, également en WNBA.
En 2017, il retourne aux États-Unis pour observer le fonctionnement du Lynx du Minnesota (WNBA).

Lors de la nomination de James Wade au poste d'entraîneur principal et General Manager du Sky de Chicago (WNBA) en 2019, il intègre l'équipe des entraîneurs en tant que coordinateur vidéo,. Il s'occupe de l'analyse vidéo, effectue des missions sur le terrain et participe aux briefings de l'équipe. L'équipe se qualifie pour le 2e tour des playoffs mais est éliminée par Las Vegas.

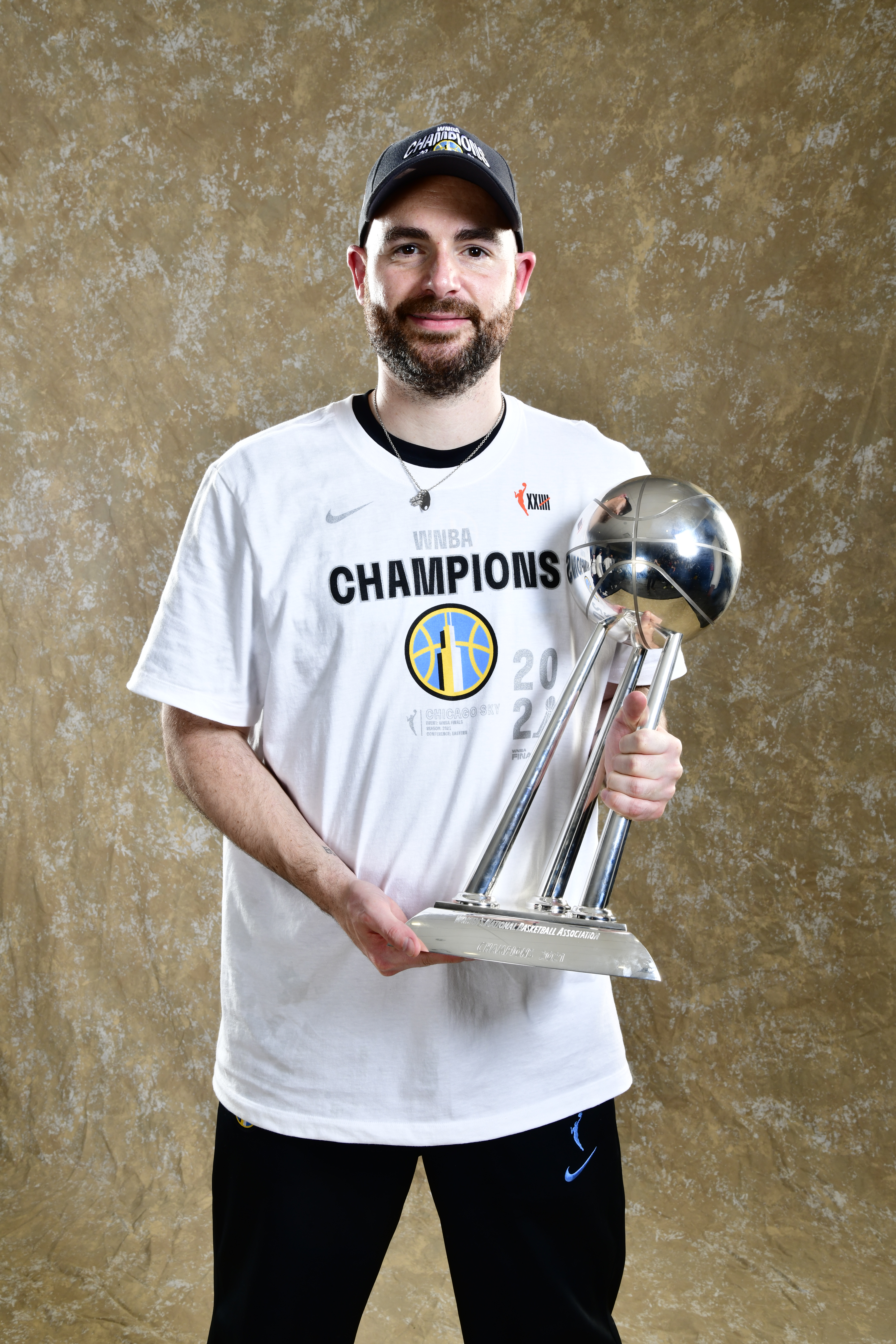

En 2021, il occupe les fonctions de coordinateur vidéo et responsable du développement des joueuses et devient Champion WNBA en battant le Mercury de Phoenix en finale.
En 2022, il devient chef de la coordination vidéo et garde ses fonctions en développement des joueuses. Le Sky est finaliste de la Commissioner's Cup et perd en demi-finale des playoffs contre le Sun du Connecticut,.
En 2023, il démarre la saison avec les mêmes fonctions. À la suite du départ en cours de saison de James Wade pour les Raptors de Toronto en NBA le 1er juillet 2023, Emre Vatansever devient le nouvel entraîneur et Cabioc'h est alors promu entraîneur adjoint.

### Vie personnelle
Cabioc'h est en couple. Ils vivent avec Amaya, la première fille de sa compagne et Simone, leur fille née en mars 2023.

## Carrière d'entraîneur
| Saisons   | Clubs                    | Divisions                                    |                    |
| --------- | ------------------------ | -------------------------------------------- | ------------------ |
| 2009-2014 | C.O.Pacé                 | Ligue Régionale / Prénationale / Nationale 3 | entraîneur         |
| 2014-2016 | Trégueux BCA             | Nationale 2                                  | entraîneur         |
| 2016-2019 | US Le Poinçonnet         | Nationale 2 / Nationale 1                    | entraîneur         |
| 2019-2022 | US La Glacerie Cherbourg | Nationale 1 / Ligue 2 féminine               | entraîneur         |
| 2019      | Sky de Chicago           | WNBA                                         | entraîneur adjoint |
| 2022-2024 | LDLC ASVEL féminin       | Ligue féminine de basket                     | entraîneur adjoint |
| 2024      | LDLC ASVEL féminin       | Ligue féminine de basket                     | entraîneur         |

## Palmarès

### Titres

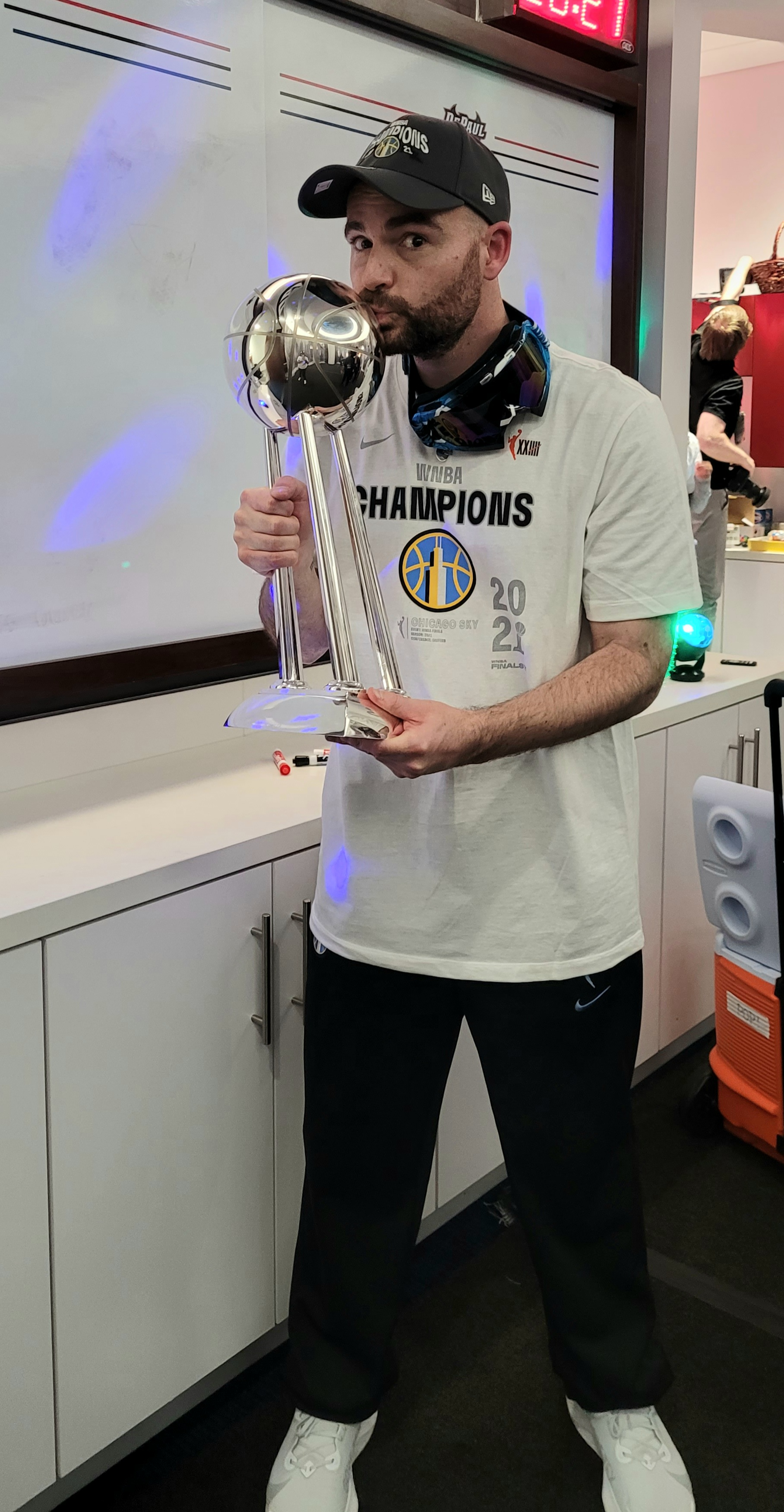

- Women's National Basketball Association: 2021
- Eurocup Women: 2023
- Ligue Féminine de Basket: 2023
- Commissioner's Cup WNBA: Finaliste 2022
- Coupe de France: Finaliste 2023
- Montée en Ligue 2 Féminine: 2021
- Montées en Nationale 1: 2016, 2017
- Nationale 2: Vice-Champion 2016, 2017
- Montée en Nationale 3: 2013
- Champion de Bretagne: 2012, 2013

- Coupe de Bretagne: 2014